# Jörg Naeve

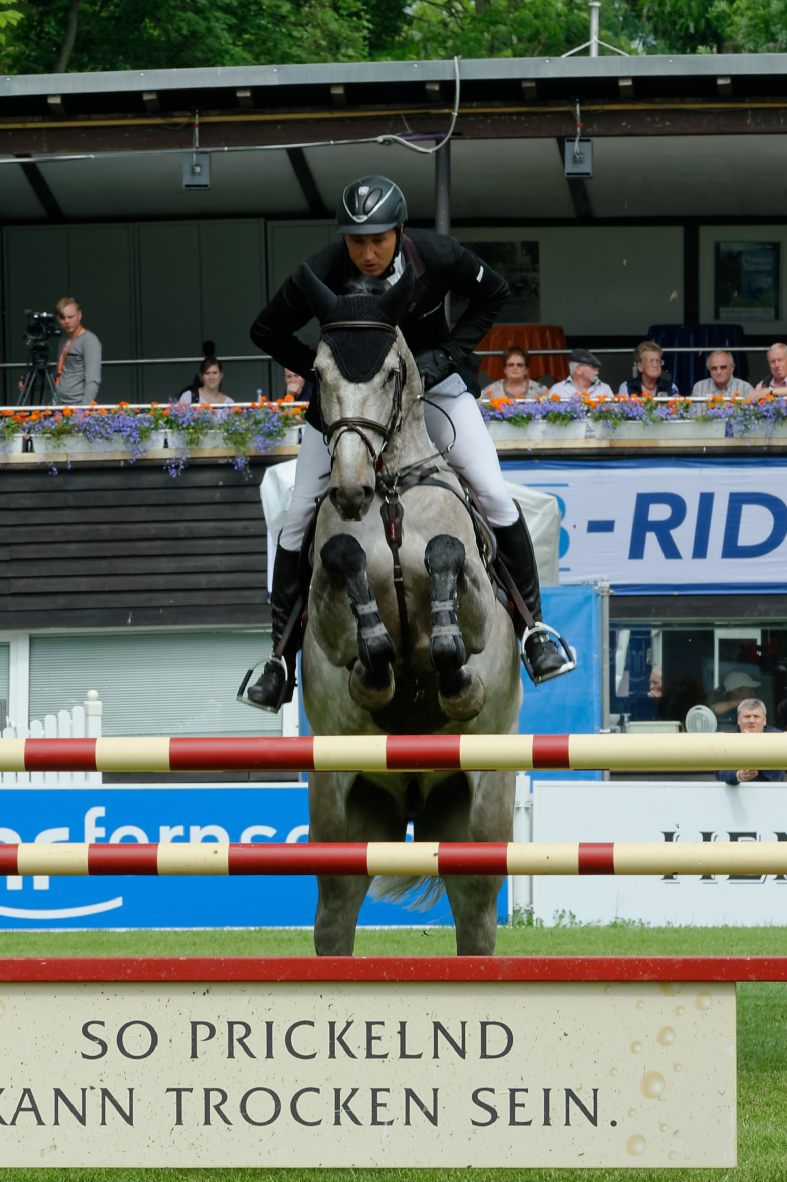
Jörg Naeve auf D'accord beim CSIYH* in Wiesbaden 2015

Jörg Naeve (* 19. März 1967) ist ein deutscher Springreiter.

## Werdegang
Nach der Schule machte Naeve zunächst eine Ausbildung zum Steuerfachgehilfen, die er 1989 abschloss. Seit 1993 ist er in Bovenau-Ehlersdorf selbstständig als Berufsreiter und Pferdehändler tätig.
2010 belegte er mit der Mannschaft im Nationenpreis von Hickstead Rang zwei. Beim Nationenpreis von Linz belegte er 2012 mit dem deutschen Team den fünften Platz.
 Im Januar 2013 wurde er zu einem der Aktivensprecher der Springreiter gewählt.
Im Juni 2012 erreichte er Platz 118 der Weltrangliste. In diesem Jahr war Naeve Mitglied des deutschen B2-Kaders der Springreiter.
Seine größten Erfolge errang er in den folgenden Jahren bei Turnieren in den Vereinigten Arabischen Emiraten, die jährlich im Januar und Februar ausgetragen werden.
Sein Bruder Volkert ist ebenfalls im Sport aktiv. Jörg Naeve war der Springreittrainer des Olympiasiegers im Vielseitigkeitsreiten 2008, Hinrich Romeike.

## Pferde
ehemalige Turnierpferde:

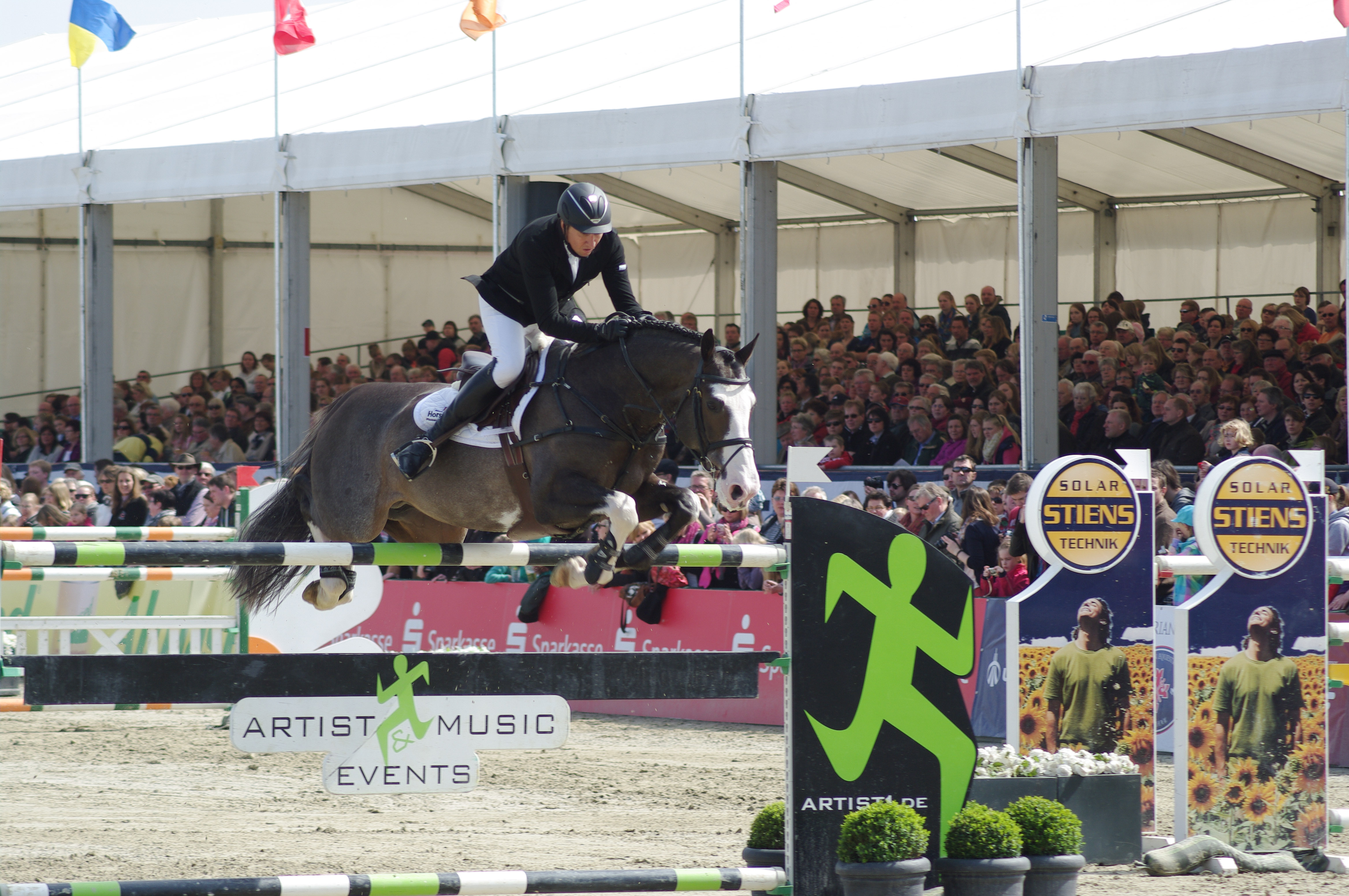
Jörg Naeve und Commanchi, CSI 4* Hagen 2013

- Chambertin (* 1993; † 2009), dunkelbrauner Holsteiner Hengst, von 1998 bis 1999, wurde aufgrund eines Kreuzbandrisses aus dem Sport genommen
- Arko III (* 1994; † 2021), brauner Oldenburger Hengst, Vater: Argentinus, Muttervater: Beach Boy, danach von Nick Skelton geritten, danach in Rente.[7][8]
- Catoki (* 1998), brauner Holsteiner-Hengst, Vater: Cambridge, Muttervater: Silvester, später unter Philipp Weishaupt im Sport. Zuletzt im Mai 2016 von Emil Hallundbaek im internationalen Sport eingesetzt
- Nemo 119 (* 1999), dunkelbrauner Holsteiner Wallach, Vater: Cambridge, Muttervater: Cantus; wurde ab 2008 von Nick Skelton  und ab 2010 von Lucy Davis geritten[9], zuletzt im August 2015 von Lucy Davis im internationalen Sport eingesetzt
- Carena 11 (* 2001), Holsteiner Schimmelstute, Vater: Corrado I, Muttervater: Alcatraz; zuletzt 2017 im Sport eingesetzt[10]
- Carlo 273 (* 2001), Holsteiner Schimmelwallach, Vater: Contender, Muttervater: Cascavelle, ab 2008 von Nick Skelton geritten, anschließend ab September 2012 von Sergio Álvarez Moya geritten[11], zuletzt im August 2018 von Moya im internationalen Sport eingesetzt
- Jk Horsetrucks Commanchi (* 2001), Hengst, Rappe, Holsteiner, Vater: Cassini I, Muttervater: Lauries Crusador xx[12], zuletzt im Juli 2020 von Jersey Kuijpers im internationalen Sport eingesetzt
- Calado 2 (* 2001), brauner Holsteiner Wallach, Vater: Calando I, Muttervater: Landgraf I, ab Mai 2013 von Marco Kutscher und Henrik von Eckermann geritten, zuletzt im September 2016 von You Zhang im internationalen Sport eingesetzt
- Constantin 24 (* 1994; † 2019), brauner Holsteiner Wallach, Vater: Contender, Muttervater: Marlon xx

## Erfolge (Auszug)
- 2010: 2. Platz im Großen Preis der Abschlusswoche der Toscana Tour (CSI 3*) mit Calado, 2. Platz im Falsterbo Derby mit Coolidge, 2. Platz im Nationenpreis in Hickstead (CSIO 5*) mit Calado, 1. Platz in der Finalprüfung und der Gesamtwertung beim Lotto 3plus 1-Finale (S***) der Baltic Horse Show, 4. Platz im Großen Preis von Mechelen (CSI 5*-W) mit Calado
- 2011: 1. Platz im Großen Preis der 3. Woche der Toscana Tour (CSI 3*) mit Calado, 2. Platz im Nationenpreis von Kopenhagen (CSIO 4*) mit Calado, 7. Platz im Falsterbo Derby mit Coolidge
- 2012: 2. Platz im Weltcupspringen von Abu Dhabi (CSI 3*-W) mit Calado, 3. Platz im Weltcupspringen von Schardscha (CSI 3*-W) mit Calado, 5. Platz im Großen Preis von Hagen (CSI 4*) mit Commanchi, 5. Platz im Nationenpreis von Linz (CSIO 4*) mit Calado, 5. Platz im Nationenpreis von Falsterbo (CSIO 5*) mit Commanchi, 3. Platz im Großen Preis von Oldenburg (CSI 2*) mit Calado, 9. Platz im Großen Preis von Hessen (CSI 3* Frankfurt) mit Calado
- 2013: 2. Platz im Nationenpreis von al-Ain (CSIO 5*) mit Calado, 1. Platz im Großen Preis von Groß Viegeln bei Rostock (CSI 2*) mit Cony
- 2014: 2. Platz im Großen Preis von Groß Viegeln bei Rostock (CSI 3*) mit Cashflow, 1. Platz im Großen Preis von Kiel (CSI 3*) mit Cashflow, 4. Platz im Großen Preis des Hallenturniers von Odense (CSI 3*) mit Cashflow
- 2016: 3. Platz im Weltcupspringen von Schardscha (CSI 3*-W) mit Carena, 2. Platz im Weltcupspringen von al-Ain (CSI 3*-W) mit Carena, 1. Platz im Großen Preis von Sommerstorf (CSI 2*) mit Quantas, 4. Platz im Großen Preis von Geesteren (CSI 2*) mit Quantas, 1. Platz im Großen Preis des CSI 1* „Holstein International“ in Neumünster mit D'accord
- 2017: 4. Platz im Weltcupspringen von Abu Dhabi (CSI 3*-W) mit Benur du Romet, 1. Platz im Weltcupspringen von Schardscha (CSI 3*-W) mit Carena
- 2018: 2. Platz im Weltcupspringen von Dubai (CSI 5*-W) mit Be Aperle VA, 4. Platz im Großen Preis von Redefin (CSI 3*) mit Be Aperle VA, 2. Platz im Großen Preis von Herlufmagle (CSI 2*) mit Fleur
- 2019: 4. Platz im Championat von Balve (CSI 2*) mit Fleur
- 2021: 2. Platz im Weltcupspringen von al-Ain (CSI 3*-W) mit Benur du Romet

(Stand: 30. Dezember 2021)